# Arboretum Vrahovice

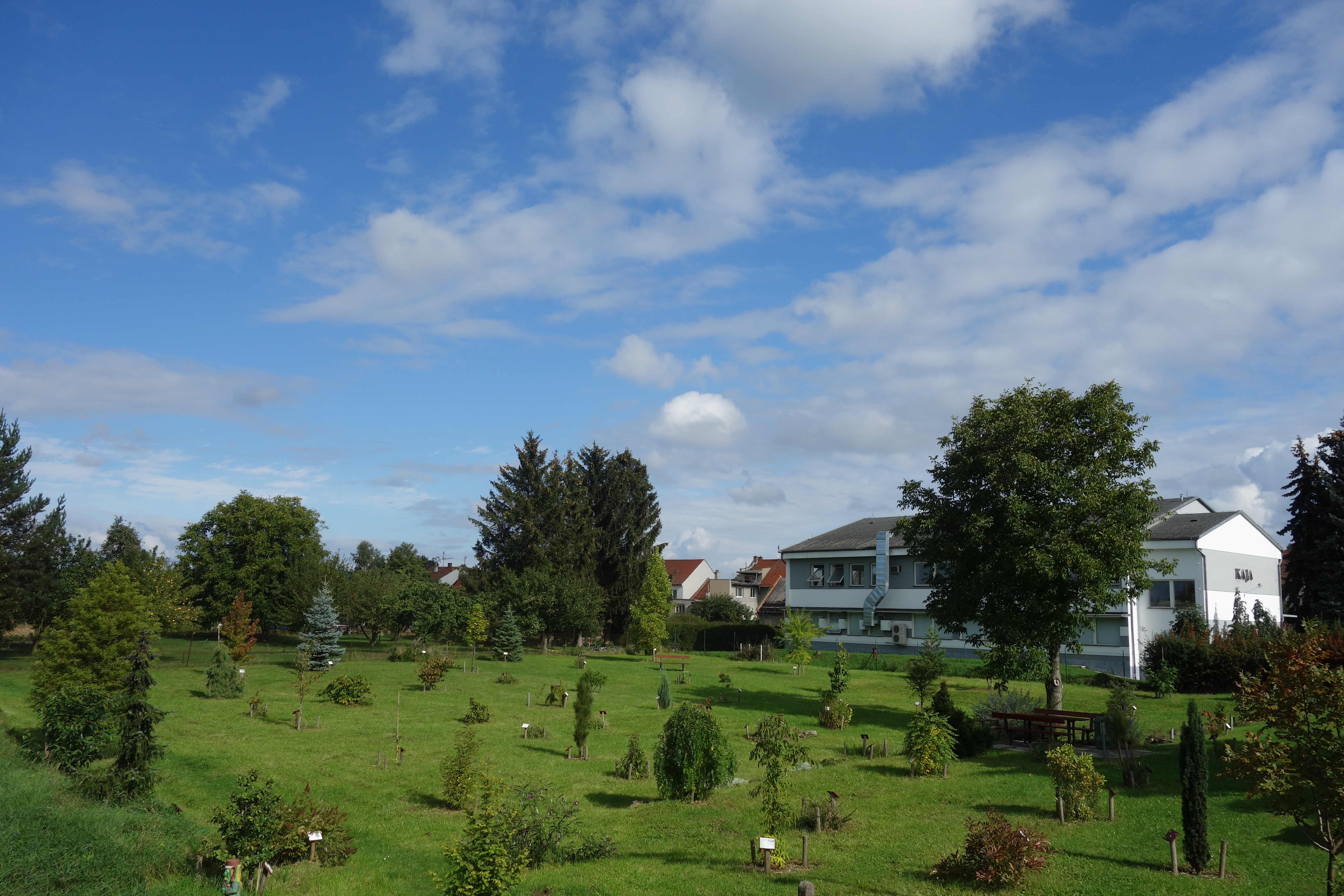
Arboretum Vrahovice

Het Arboretum Vrahovice is een klein arboretum in Vrahovice (Tsjechië).
Het Arboretum Vrahovice werd in 2010 opgericht door Spolek za staré Vrahovice en is aangelegd tussen 2010 en 2015. Het arboretum bevat bomen en struiken afkomstig uit Noord-Amerika, Europa en Azië. De tuin is dagelijks vrij toegankelijk.